# John van de Ruit

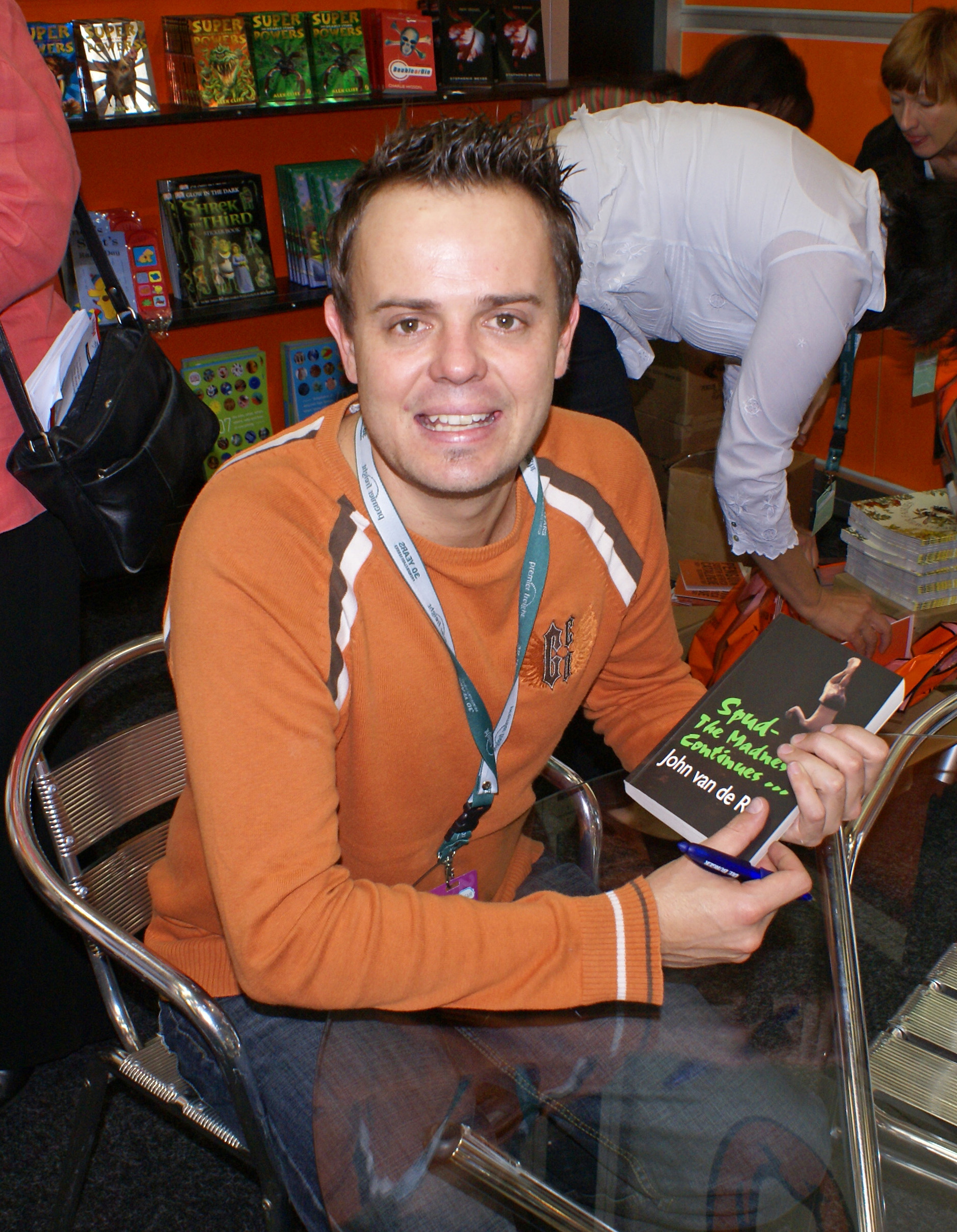
John Howard van de Ruit, 2007

John Howard van de Ruit (* 20. April 1975 in Durban) ist ein südafrikanischer Autor und Schauspieler.
Er wurde durch die Show Green Mamba mit Ben Voss bekannt und studierte Theater an der Universität von KwaZulu-Natal.

## Werke
- 2005: Spud, Penguin Books,  ISBN 978-0-14-302484-2. Film von 2010 von Ross Garland.
- 2007: Spud – The Madness Continues..., Penguin Books, ISBN 978-0-14-353836-3.
- 2009: Spud – Learning to Fly, Penguin Books, ISBN 978-0-14-353952-0.
- 2012: Spud: Exit, Pursued by a Bear, Penguin Books,  ISBN 978-0-14-353024-4.